# Pois zombi
Pour les articles homonymes, voir Pois (homonymie) et Pois (plante).
Taxons concernés
Pois zombi, ou Pwa zonbi,  est un nom vernaculaire qui s'applique aux Antilles à plusieurs espèces de Fabaceae (légumineuses) :
- Canavalia rosea[1].
- Centrosema pubescens[2]  ;
- Crotalaria incana[1].
- Crotalaria retusa[1],[3] ;
- Crotalaria verrucosa[1].
- Macroptilium lathyroides[1].
- Vigna vexillata[4]  ;